# Australische Cricket-Nationalmannschaft in England in der Saison 1980
Die Tour der australischen Cricket-Nationalmannschaft nach England in der Saison 1980 fand vom 20. August bis zum 2. September 1980 statt. Die internationale Cricket-Tour war Bestandteil der Internationalen Cricket-Saison 1980 und umfasste einen Test und zwei ODIs. England gewann die ODI-Serie 2–0, während der Test im Remis endete.

## Vorgeschichte
England spielte zuvor eine Tour gegen die West Indies, für Australien war es die erste Tour der Saison.
Das letzte Aufeinandertreffen der beiden Mannschaften bei einer Tour fand in der Saison 1979/80 in Australien statt.
Hintergrund dieser Begegnung war das 100-jährige Jubiläums des ersten Tests in England zwischen den beiden Mannschaften.

## Stadien
Die folgenden Stadien wurden für die Tour als Austragungsort vorgesehen.
| Stadion                  | Stadt      | Kapazität | Spiele  |
| ------------------------ | ---------- | --------- | ------- |
| Edgbaston Cricket Ground | Birmingham | 24.803    | 2. ODI  |
| The Oval                 | London     | 23.500    | 1. ODI  |
| Lord’s Cricket Ground    | London     | 30.000    | 1. Test |

## Kaderlisten
| Test | Test | ODI | ODI |
| England | Australien | England | Australien |
| --- | --- | --- | --- |
| - Bill Athey - David Bairstow - Ian Botham - Geoff Boycott - John Emburey - Mike Gatting - Graham Gooch - David Gower - Mike Hendrick - Chris Old - Peter Willey | - Allan Border - Ray Bright - Greg Chappell - Merv Hughes - Bruce Laird - Dennis Lillee - Ashley Mallett - Geoff Marsh - Len Pascoe - Graeme Wood - Graham Yallop | - Bill Athey - David Bairstow - Ian Botham - Geoff Boycott - Mark Butcher - Mark Butcher - John Emburey - Mike Gatting - Graham Gooch - Mike Hendrick - Robin Jackman - Chris Old - Peter Willey | - Allan Border - Ray Bright - Greg Chappell - Geoff Dymock - John Dyson - Merv Hughes - Bruce Laird - Dennis Lillee - Geoff Marsh - Len Pascoe - Jeff Thomson - Graeme Wood - Graham Yallop |

## One-Day Internationals

### Erstes ODI in London
| 20. August Scorecard | London (Oval) | England 248-6 (55/55)       | – | Australien 225-8 (55/55) |
|                      |               | England gewinnt mit 23 Runs |   |                          |

### Zweites ODI in Birmingham
| 22. August Scorecard | Birmingham | England 320-8 (55/55)       | – | Australien 273-5 (55/55) |
|                      |            | England gewinnt mit 47 Runs |   |                          |

## Test in London
| 28. August – 2. September Scorecard | London (Lord’s) | Australien 385-5d (134) & 189-4d (53.2) | – | England 205 (63.2) & 244-3 (82) |
|                                     |                 | Remis                                   |   |                                 |